# Круглов, Леонид Семёнович
Леони́д Семёнович Кругло́в (13 июля 1916, с. Жулиха, Костромская губерния — 27 ноября 1968, д. Абакуумово, Горьковская область) — Герой Советского Союза, заместитель командира 3-го стрелкового батальона 252-го стрелкового полка 86-й гвардейской стрелковой Городокской Краснознамённой ордена Суворова дивизии 11-й гвардейской армии 3-го Белорусского фронта, гвардии старший лейтенант.

## Биография
Родился 13 июля 1916 года в селе Жулиха ныне городского округа «Сокольский» Нижегородской области. Русский.
В 1930 году окончил неполную среднюю школу. Работал мастером на масломолочном заводе. В 1939 году призван в Красную Армию. После окончания срочной службы в 1941 году вернулся на родину. Член ВКП(б)/КПСС с 1944 года.
В январе 1942 года вновь призван в армию. Воевал на Западном фронте. Окончил курсы младших лейтенантов. Прошёл путь от командира взвода до заместителя командира стрелкового батальона. За мужество и доблесть, проявленные в боях с врагом, награждён тремя боевыми орденами.
Отличился на завершающем этапе войны, в боях по разгрому врага в Восточной Пруссии. 24 апреля 1945 года гвардии старший лейтенант Круглов руководил батальоном сводного отряда во время высадки десанта на берег косы Фрише-Нерунг (Балтийская коса). Он с первым катером, которые подошли с моря, высадился на берег. До подхода других катеров его отряд отбил семь контратак гитлеровцев. Своими решительными действиями Круглов увлекал подчиненных, показывая пример стойкости и героизма. В этом бою он лично уничтожил около сорока вражеских солдат и офицеров. Передовой отряд блестяще выполнил задание командования: необходимый для высадки десанта плацдарм был отвоеван.
В 1947 году окончил Курсы усовершенствования офицерского состава. После увольнения в запас в 1955 году майор Круглов вернулся на родину. Жил в деревне Решетники Сокольского района, работал в колхозе.
Умер 27 ноября 1968 года. Похоронен в деревне Абакумово Сокольского городского округа.

## Память
- В деревне Решетники Герою установлена мемориальная доска.

## Награды
- Указом Президиума Верховного Совета СССР от 29 июня 1945 года за образцовое выполнение заданий командования и проявленные мужество и героизм в боях с немецко-фашистскими захватчиками гвардии старшему лейтенанту Круглову Леониду Семёновичу присвоено звание Героя Советского Союза с вручением ордена Ленина и медали «Золотая Звезда» (№ 6940).
- Награждён двумя орденами Красного Знамени, орденами Отечественной войны 1 и 2 степени, медалями.